# Paxkatastrofen
Paxkatastrofen inträffade när luftskeppet Pax exploderade i Paris den 12 maj 1902. Explosionen dödade den brasilianske uppfinnaren Augusto Severo och den franske mekanikern Georges Saché.

## Bakgrund
Det spolformade luftskeppet Pax hade en kapacitet på 2 000 kubikmeter, var 30 meter långt, hade en gondol på 30 meter och vägde 2 000 kg. Dess uppfinnare, Augusto Severo, hade studerat flygteknik i 20 år och investerat sin förmögenhet i Pax. Luftskeppet var ursprungligen tänkt att ha en elmotor, men på grund av den långa utvecklingstiden och Severos skyldighet att återvända till Brasilien för att fullgöra sin mandatperiod i den brasilianska nationalkongressen, övertalades han att följa Santos Dumonts exempel och använda bensinmotorer trots att han var tveksam till det så sent som fem dagar före flygningen.
Pax färdigställdes två veckor före olyckan. Den 4 maj utfördes tester i svårt väder med luftskeppet förankrat i marken. Testerna gav tillfredsställande resultat, vilket ledde till att man valde att gå vidare med en bemannad flygning.
Under de följande dagarna var vädret ogynnsamt vilket försvårade genomförandet av ytterligare experiment, men vid midnatt den 12 maj började Severo fylla ballongen med vätgas och han var färdig fem timmar senare. Innan flygningen påbörjades tillkännagav Severo sin plan på att tillverka luftskeppet Jesus som skulle bli 100 meter långt och med vilket han tänkte korsa Atlanten. För att spara vikt gjordes flygningen med endast två personer i besättningen; Severo själv och hans mekaniker, 28-årige Georges Saché som aldrig hade flugit tidigare.
I tjugo minuter flög Severo med luftskeppet förankrat i marken för att testa dess manövrerbarhet. Han landade sedan, pratade med vänner och familj och vid kl. 5.25 på morgonen återupptogs flygningen. När luftskeppet inte längre var förankrat fick Severo snart problem med att upprätthålla kontrollen över det. Luftskeppet fällde ballast tre gånger och steg till 350 meter, men fick problem med vinden och flög i cirklar på 100 till 150 meter i diameter. Severos kamp för att behålla kontrollen över luftskeppet pågick i femton minuter, men motorn på 40 hästkrafter var inte tillräckligt kraftfull för att klara av väderförhållandena.

## Olyckan

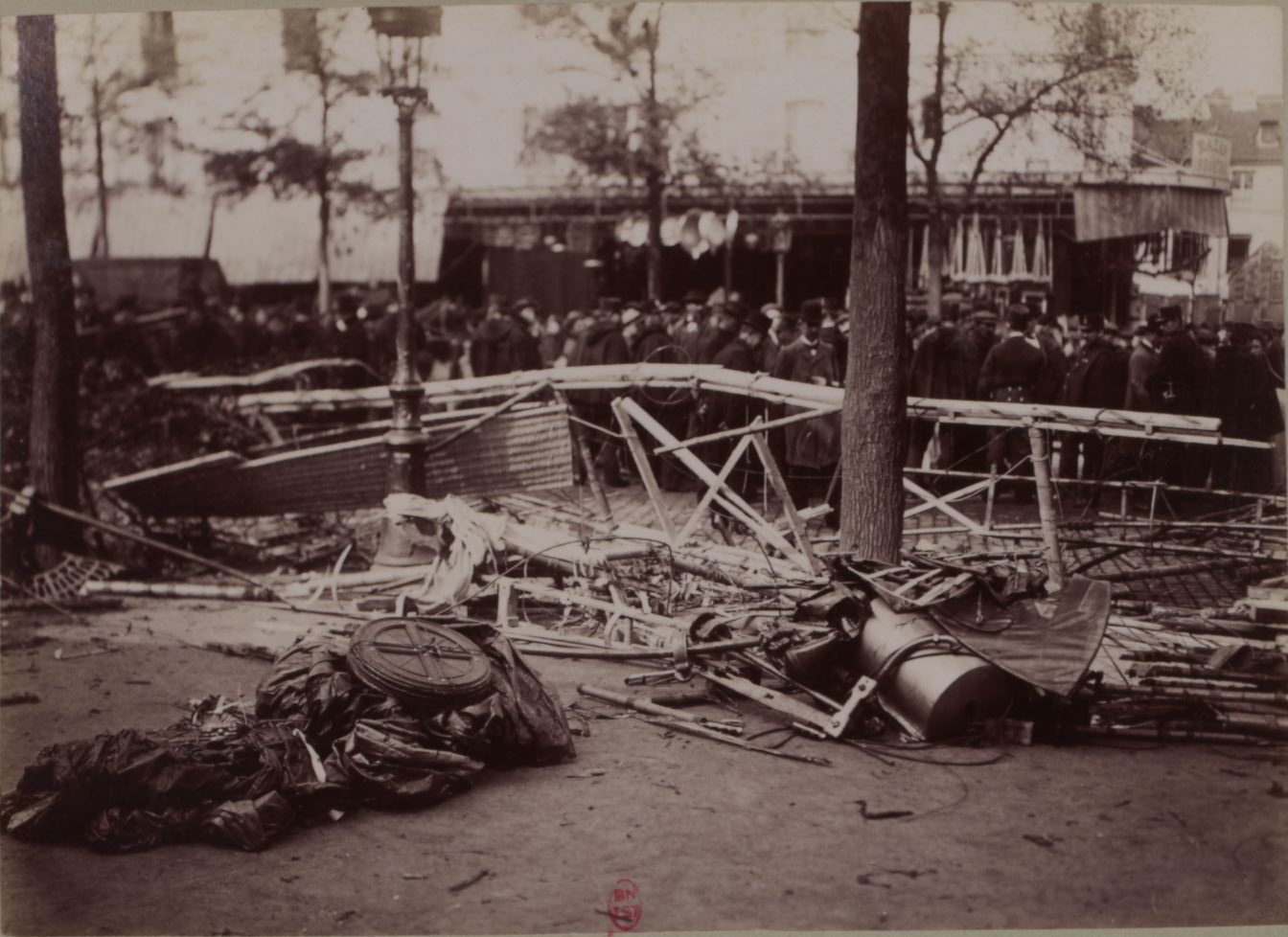
Vrakdelar från luftskeppet Pax

Luftskeppet Pax exploderade kl.5.40 den 12 maj 1902 och båda besättningsmännen omkom.
Motorn fattade eld, lågorna omslöt snart hela luftskeppet och när de kom i kontakt med vätgasen exploderade skeppet. Vrakdelarna föll ner på Avenue du Maine, och gondolen där besättningen befann sig kraschade genom ett tak och landade i ett sovrum. De boende, som låg och sov vid tillfället, klarade sig tack vare att deras säng stod på andra sidan rummet. 
Aéro-Club de France vetenskapliga kommitté kom så småningom till slutsatsen att olyckan inträffade på grund av att luftskeppets förbränningsmotor var placerad för nära avgasventilen.